# 段屋乡
段屋乡，是中华人民共和国江西省赣州市于都县下辖的一个乡镇级行政单位。

## 行政区划
段屋乡下辖以下地区：
段屋村、寒信村、枫树村、上塘村、围上村、严岗村、胜利村、杜田村和康梁村。

## 中国传统村落
2013年8月，韩信村被评为第二批中国传统村落。